# 佐藤運宜
佐藤 運宜（さとう うんぎ、1855年2月17日（安政2年1月1日）- 1904年（明治37年）10月25日）は、明治時代の政治家、弁護士。衆議院議員（1期）。幼名は大吉。

## 経歴
佐藤勇助の長男として陸奥仙台藩領桃生郡深谷前谷地村（宮城県桃生郡前谷地村、河南町を経て現石巻市）に生まれる。1863年（文久3年）8歳にして内馬場友之進の門に入り漢籍を修めたのち、1866年（慶応2年）内海真澄に学ぶ。ついで1869年（明治2年）前谷地村の真言宗龍石寺の住職早坂運穎の従弟となり、さらに1873年（明治6年）中教院に入り仏教を学んだ。その後、法律を志し、代言人遠藤温の門に入りこれを修め、1879年（明治12年）代言人となった。
遠藤の事務所での勤務を経て、1886年（明治19年）宮城県会議員に選出される。ついで1888年（明治21年）常置委員に挙げられた。ほか、仙台市会議員、仙台市弁護士組合副会長などを歴任した。
1890年（明治23年）7月の第1回衆議院議員総選挙で宮城県第5区から選出された遠藤温が1891年（明治24年）11月11日に辞任し、それに伴う補欠選挙で当選。衆議院議員を1期務めた。